# 尖叶薹草
尖叶薹草（学名：Carex oxyphylla）为莎草科薹草属的植物，为中国的特有植物。分布在中国大陆的四川西南部、云南西北部等地，生长于海拔1,680米至3,000米的地区，见于常绿阔叶林中以及林缘，目前尚未由人工引种栽培。